# Puntbijvlieg
De puntbijvlieg (Eristalis nemorum) is een tweevleugelig insect uit de familie van de zweefvliegen (Syrphidae). De wetenschappelijke naam van de soort werd als Musca nemorum in 1758 gepubliceerd door Carl Linnaeus in de tiende editie van Systema naturae.

## Kenmerken
De vleugellengte is 8,25 tot 10,5 mm. De lichaamsharen zijn kort en geel. De puntbijvlieg lijkt op andere bijvliegen, maar verschilt door de kale zwarte middenstreep op de kop in combinatie met het zeer kleine pterostigma in de vleugel. Dit pterostigma is vierkant of zelfs breder dan lang. Verder heeft de soort heldere vleugels. De achterste dijbenen zijn zwart bij mannetjes. De gele zijvlekken op het achterlijf ontbreken veelvuldig bij vrouwtjes. 

## Gedrag
Karakteristiek voor deze soort is het baltsgedrag. Mannetjes blijven soms minutenlang zweven boven een vrouwtje dat op een bloem zit. Ze volgen daarbij de beweging van de bloem, zoals te zien is in de bijgaande animatie. Regelmatig blijven twee mannetjes boven een vrouwtje zweven.

## Voorkomen
De soort wordt gevonden in het Palearctisch gebied van Fennoscandinavië tot het Iberisch Schiereiland, de Balkan en Italië; van Ierland oostwaarts tot in Centraal-Europa, Turkije en Rusland en verder naar het Russische Verre Oosten, Siberië en Japan en in het Nearctisch gebied (van Quebec tot Colorado).
De puntbijvlieg is in heel Nederland zeer algemeen.

## Animaties

Animatie (3 keer vertraagd)
Animatie 6 keer vertraagd

## Synoniemen
- Conops interruptus Poda, 1761